# 2009年全豪オープン
2009年 全豪オープン（2009ねんぜんごうオープン、Australian Open 2009）は、オーストラリア・メルボルンにある「メルボルン・パーク・ナショナルテニスセンター」にて、2009年1月19日から2月1日まで開催された。

## シニア

### 男子シングルス
ラファエル・ナダル def.  ロジャー・フェデラー, 7–5, 3–6, 7–6(3), 3–6, 6–2
- ナダルは、スペイン人のテニス選手として最初の全豪オープンシングルス優勝者になった。

### 女子シングルス
セリーナ・ウィリアムズ def.  ディナラ・サフィナ, 6–0, 6–3
- セリーナは2年ぶり4度目の優勝である。

### 男子ダブルス
ボブ・ブライアン /  マイク・ブライアン def.  マヘシュ・ブパシ /  マーク・ノールズ 2–6, 7–5, 6–0

### 女子ダブルス
セリーナ・ウィリアムズ /  ビーナス・ウィリアムズ def.  杉山愛 /  ダニエラ・ハンチュコバ, 6–3, 6–3

### 混合ダブルス
サニア・ミルザ /  マヘシュ・ブパシ def.  ナタリー・ドシー /  アンディ・ラム, 6–3, 6–1

## ジュニア

### 男子シングルス
ユーキ・ハンブリー def.  Alexandros-Ferdinandos Georgoudas, 6–3, 6–1

### 女子シングルス
クセーニャ・ペルバク def.  ローラ・ロブソン, 6–3, 6–1

### 男子ダブルス
フランシス・ケーシー・アルカンタラ /  謝政鵬 def.  Mikhail Biryukov /  内山靖崇, 6–4, 6–2

### 女子ダブルス
クリスティナ・マクヘール /  Alja Tomljanović def.  Aleksandra Krunić /  Sandra Zaniewska, 6–1, 2–6, [10–4]